# ОрбиКрафт-Про
«ОрбиКрафт-Про» — наноспутниковая платформа в формате Кубсат, рассчитанная на коммерческие, научные, образовательные и технологические миссии.
Платформа «Орбикрафт-Про» представляет собой набор-конструктор, позволяющий собирать наноспутники различной конфигурации с установкой полезной нагрузки с допустимыми характеристиками (габариты, энергопотребление, требуемым температурным режимом) – научной аппаратуры допустимых параметров. Созданные на основе платформы «Орбикрафт-Про» научно-образовательные аппараты «СириусСат-1» и «СириусСат-2» были запущены с борта МКС 15 августа 2018 года. 

## Описание
Разработана в 2017 году частной российской космической компанией СПУТНИКС на основе международного стандарта Кубсат.
Платформа  состоит из набора компонентов. Позволяет оперативно создавать спутники из стандартизированных подсистем, коммерческих электронных элементов и доступных библиотек программного обеспечения.
Платформа ОрбиКрафт-Про используется для разных видов миссий. Интерфейс программирования “SPUTNIX CubeSat API” позволяет упростить интеграцию полезной нагрузки в состав аппаратуры спутника и разработку плана полета.
В качестве дополнительного бортового компьютера используется одноплатный компьютер Raspberry Pi. Это позволило разработать полный набор совместимых спутниковых систем.

## Общее описание платформы
Спутниковый комплект ОрбиКрафт-Про представляет собой конструкторский набор электронных и механических частей для ручной сборки малого спутника в формате Кубсат. Собранное средствами ОрбиКрафт-Про устройство может функционировать как лабораторный макет для образовательных целей, так и в космосе на околоземных орбитах в качестве полноценного космического аппарата.
Комплект может быть предназначен в том числе для студентов, изучающих основы проектирования, производства, сборки, испытаний и эксплуатации космических аппаратов.
Комплект состоит из набора печатных плат, соединяемых с помощью разъемов PC/104, каждая из которых реализует одну или несколько подсистем спутника, а также кабелей, солнечных батарей и элементов электропитания.
Спутник может быть собран в двух различных форм-факторах: базовый 1U и увеличенный 3U. Для устройства 3U может быть использована дополнительная система управления ориентацией. Все конфигурации основаны на единой конструкции спутника.

## Аппаратура ОрбиКрафт-Про
Спутник ОрбиКрафт-Про состоит из трех основных блоков: основной стек электронных устройств, сборочный каркас и солнечные панели.
Соединения между блоками выполняются с помощью кабельной сети.